# Олівер Іван
Іван Олівер (властиво — Оліфер) — член Української Центральної Ради. Обраний від Всеукраїнської ради робітничих депутатів на Шостих загальних зборах 8 серпня 1917 р. 